# Де Голль, Ивонна
Иво́нна де Голль (фр. Yvonne de Gaulle, урожд. Иво́нна Шарло́тта Анн Мари́ Вандру́ (фр. Yvonne Charlotte Anne Marie Vendroux; род. 22 мая 1900, Кале — 8 ноября 1979, Париж) — жена Шарля де Голля, французского генерала и политического деятеля. Первая леди Франции с 1959 по 1969 год.

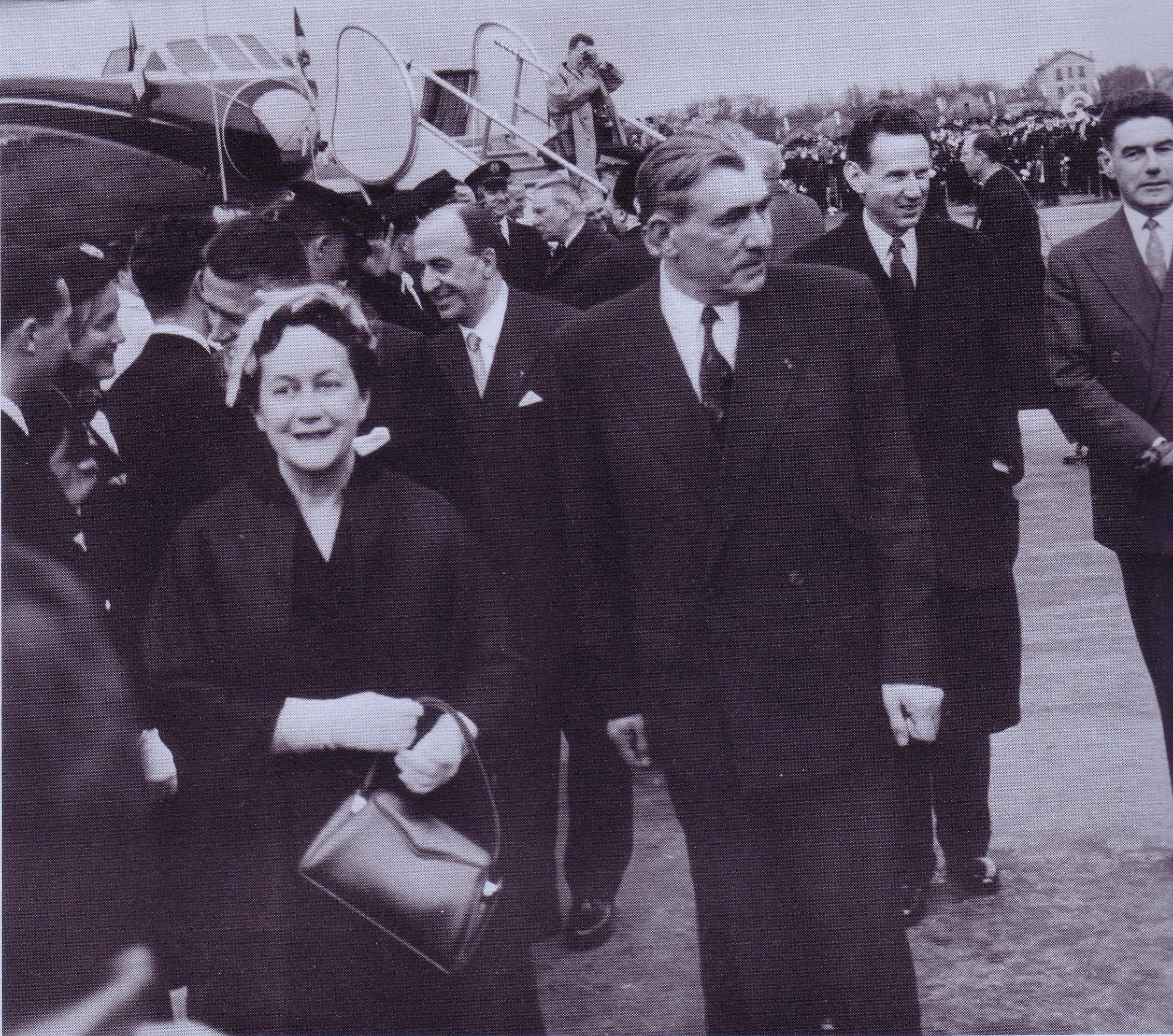
Слева направо: Первая леди Франции Ивонна де Голль; Поль Морони, вице-президент AirFrance; Луи Лесье, генеральный директор, на заднем плане; Макс Гиманс; Рене Бруйе, 24 марта 1959

Ивонн и Шарль поженились 6 апреля 1921 года. Она известна цитатой: «Президентство временно, но семья навсегда». Она и её муж чудом избежали гибели в результате покушения 22 августа 1962 года, когда их Citroën DS подвергся обстрелу из пулемета, устроенному Жаном Бастьен-Тири в Пти-Кламаре. Как и ее муж, Ивонн де Голль была консервативной католичкой и выступала против проституции, продажи порнографии в газетных киосках и показа обнаженной натуры и секса по телевидению, за что получила прозвище «Тетя Ивонн». Позже она безуспешно пыталась убедить де Голля запретить мини-юбки во Франции.

## Биография
Ивонн Вандру происходила из семьи промышленников Кале, перебравшихся во Францию из Нидерландов. Её отец, Жак, был президентом Административного совета по производству печенья, а мать, Маргарита (урожденная Форест), стала шестой женщиной во Франции, получившей водительские права.
Родители Ивонн дали ей строгое образование, соответствующее их высокому социальному статусу и характеру эпохи.
Ивонн познакомилась с Шарлем де Голлем в 1920 году.
Они обручились 11 ноября, до окончания отпуска капитана де Голля, и поженились 7 апреля 1921 года в церкви Нотр-Дам-де-Кале. Де Голль выразил радость по этому поводу, написав другу: «Я женюсь на печенье Вандру».